# Per Zelander
Per Gustaf Zelander (Pehr, Peter), född 25 november 1791, död 22 mars 1834, var en svensk konduktör vid överintendentsämbetet, tecknare och teatermålare.
Han var son till Johan Zelander och Maria Catharina Bodin och gift med Sophia Åberg. Zelander var anställd som undermaskinist vid Kungliga teatern i Stockholm 1820–1823 och som maskinist 1823–1827. Han utnämndes 1827 till Karl Jakob Hjelms efterträdare som dekoratör men förblev även maskinmästare. Han insats som dekoratör var helt hantverksmässig men det var hans tekniska skicklighet som värdesattes och han fick uppdraget att omvandla teatern till det slutna rummet med skärmväggar och tak för att akustiken skulle bli bättre. Som dekoratör utförde han bland annat dekoren till sångspelet Ryno eller Den vandrade riddaren. Som konstnär medverkade Zelander i Konstakademiens utställningar och han är representerad vid Nationalmuseum i Stockholm.